# Commandment
Albums de Six Feet Under
13
(2000) Death Rituals
(2008)
Commandment est le 10e album studio de Six Feet Under.

## Liste des titres
| No  | Titre                      | Durée      |
| --- | -------------------------- | ---------- |
| 1.  | Doomsday                   | 3 min 48 s |
| 2.  | Thou Shall Kill            | 3 min 07 s |
| 3.  | Zombie Executioner         | 2 min 52 s |
| 4.  | The Edge of the Hatchet    | 3 min 55 s |
| 5.  | Bled to Death              | 3 min 17 s |
| 6.  | Resurrection of the Rotten | 2 min 55 s |
| 7.  | As the Blade Turns         | 3 min 33 s |
| 8.  | The Evil Eye               | 3 min 26 s |
| 9.  | In a Vacant Grave          | 3 min 35 s |
| 10. | Ghosts of the Undead       | 3 min 58 s |

## Composition du groupe
- Chris Barnes - chants
- Steve Swanson - guitare
- Greg Gall - batterie
- Terry Butler - basse